# 郭氏兰
郭氏兰（1995年10月18日—），越南女子田径运动员，2014年亚洲运动会女子400米银牌得主、2018年亚洲运动会女子400米栏金牌得主和女子4×400米接力铜牌得主。